# ابتسام الصمادي
ابتسام إسماعيل الصمادي (1955) شاعرة وأكاديمية سورية. ولدت في جاسم بدرعا ودرست المرحلة الابتدائية والإعدادية في بيروت ثم انتقلت إلى سوريا لإتمام دراستها. تخرجت من جامعة دمشق قسم اللغة الإنكليزية ثم عادت إلى بيروت لإتمام دراساتها العليا. بدأت الكتابة في سن مبكرة. هي من أكاديميات جامعة دمشق في قسم الآداب واللغة الإنكليزية. دخلت سياسة وأصحبت عضوا في مجلس الشعب السوري. لها دواوين شعرية مطبوعة وهي صاحبة صالون الثلاثاء الثقافي.

## سيرتها
ولدت ابتسام إسماعيل الصمادي سنة 1955 م / 1376 هـ (أو 1956 في بعض مصادر) في جاسم بمحافظة درعا في سوريا لأم لبنانية وأب سوري. أنهت دروسها الابتدائية والثانوية في بيروت ثم نالت الإجازة في الأدب الإنكليزي من جامعة دمشق ثم قامت بتدريس اللغة الإنلكيزية فيها منذ ثمانيات.
دخلت الصمادي السياسة فهي عضو برلمان سابق وعضو لجنة المرأة في الاتحاد البرلماني الدولي، كما أنها قائم بالأعمال جامعة دمشق (1981-2012) عضو اتحاد الكتاب العرب وصاحبة صالون الثلاثاء وعضو منتدى الفكر العربي في عمّان. وفي الصحافة هي تكتب في الصحف العربية خاصتاً في جريدة الشرق.

## جوائز
فازت الشاعرة الصمادي بالعديد من الجوائز الأدبية العربية والسورية.

## مؤلفاتها
لها مجموعات شعرية مطبوعة منها:
- سفيرة فوق العادة: 1990.
- هي وانا وشؤون أُخر: 1995.
- حبيبات الألماس
- ماسٌ لها: 2002.
- بكامل ياسمينها 2005.
- حاسّة الشام: 2017.
- النيل يشبهها: مجموعة مقالات غير مطبوعة.
- تعالَ نطير المدى: مجموعتها الشعرية للأطفال.